# The Greatest View
The Greatest View è un singolo del gruppo musicale australiano Silverchair, pubblicato nel 2002 ed estratto dall'album Diorama.

## Tracce
- CD (AUS)

1. The Greatest View
2. Pins in My Needles
3. Too Much of Not Enough